# Seixo de Ansiães
Seixo de Ansiães ist eine Gemeinde (Freguesia) im portugiesischen Kreis (Concelho) von Carrazeda de Ansiães. In ihr leben 241 Einwohner (Stand 19. April 2021). Sie liegt am Nordufer des Douro im Weinbaugebiet. Der Weinbau ist entsprechend der bestimmende Faktor im Gemeindegebiet. Auch der Obstanbau ist hier von Bedeutung, etwa Äpfel und Kirschen.

## Verwaltung
Seixo de Ansiães ist Sitz einer gleichnamigen Gemeinde (Freguesia). Folgende Ortschaften liegen in der Gemeinde:
- Coleja
- Seixo de Ansiães
- Senhora da Ribeira

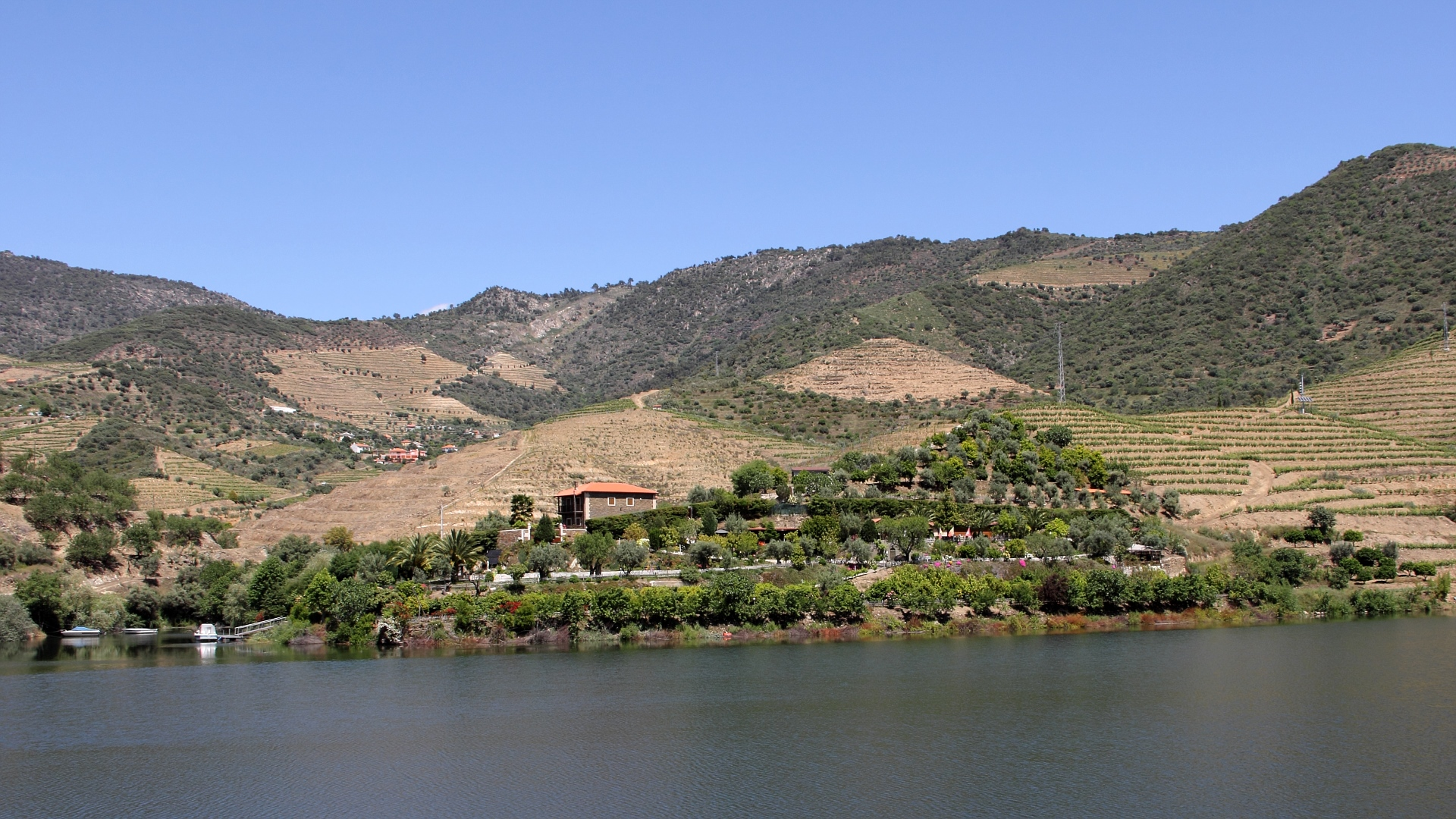
Ortsteil Coleja auf halber Höhe im Hintergrund links
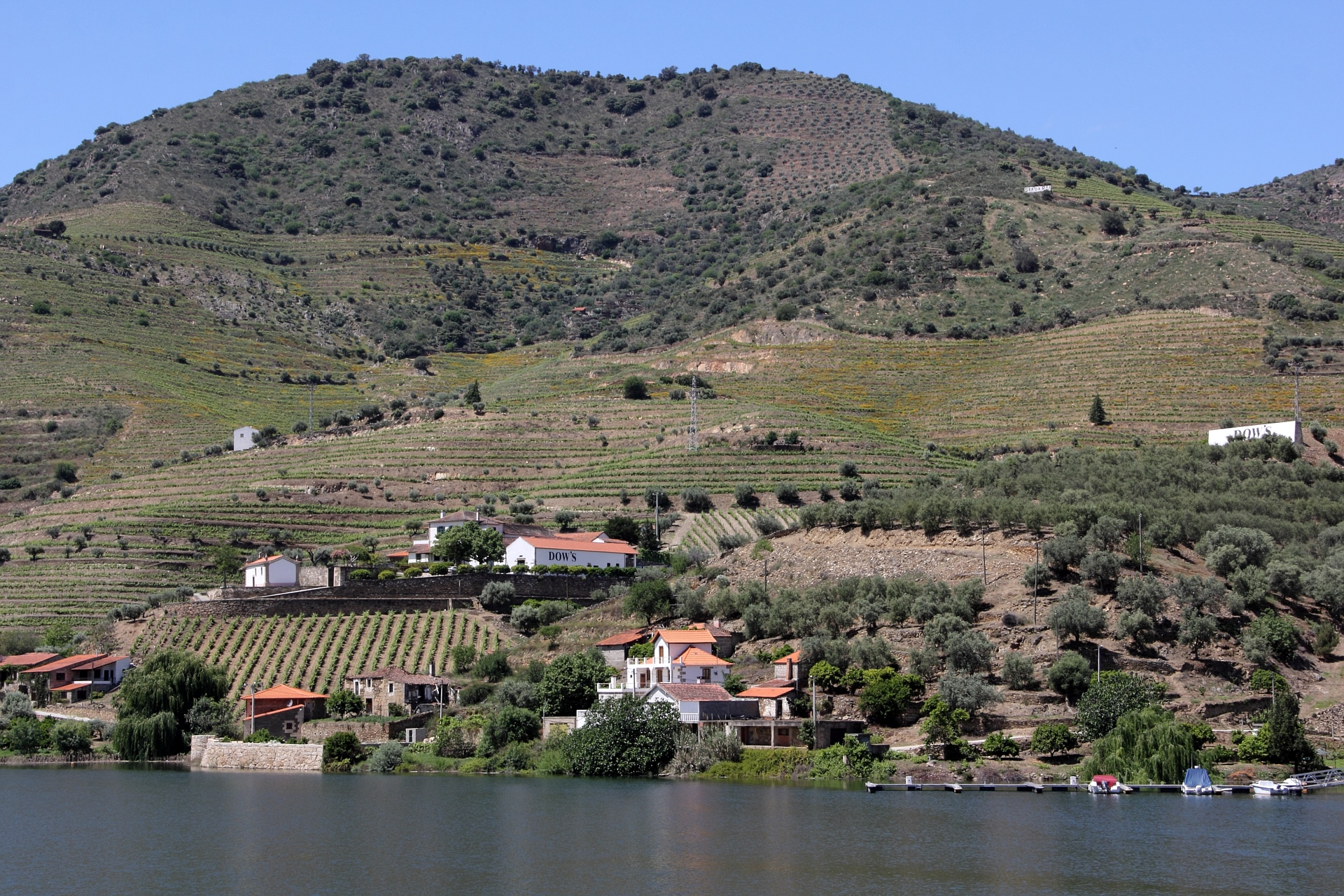
Ortsteil Senhora da Ribeira am Nordufer des Douro